# Hrabstwo Clinch

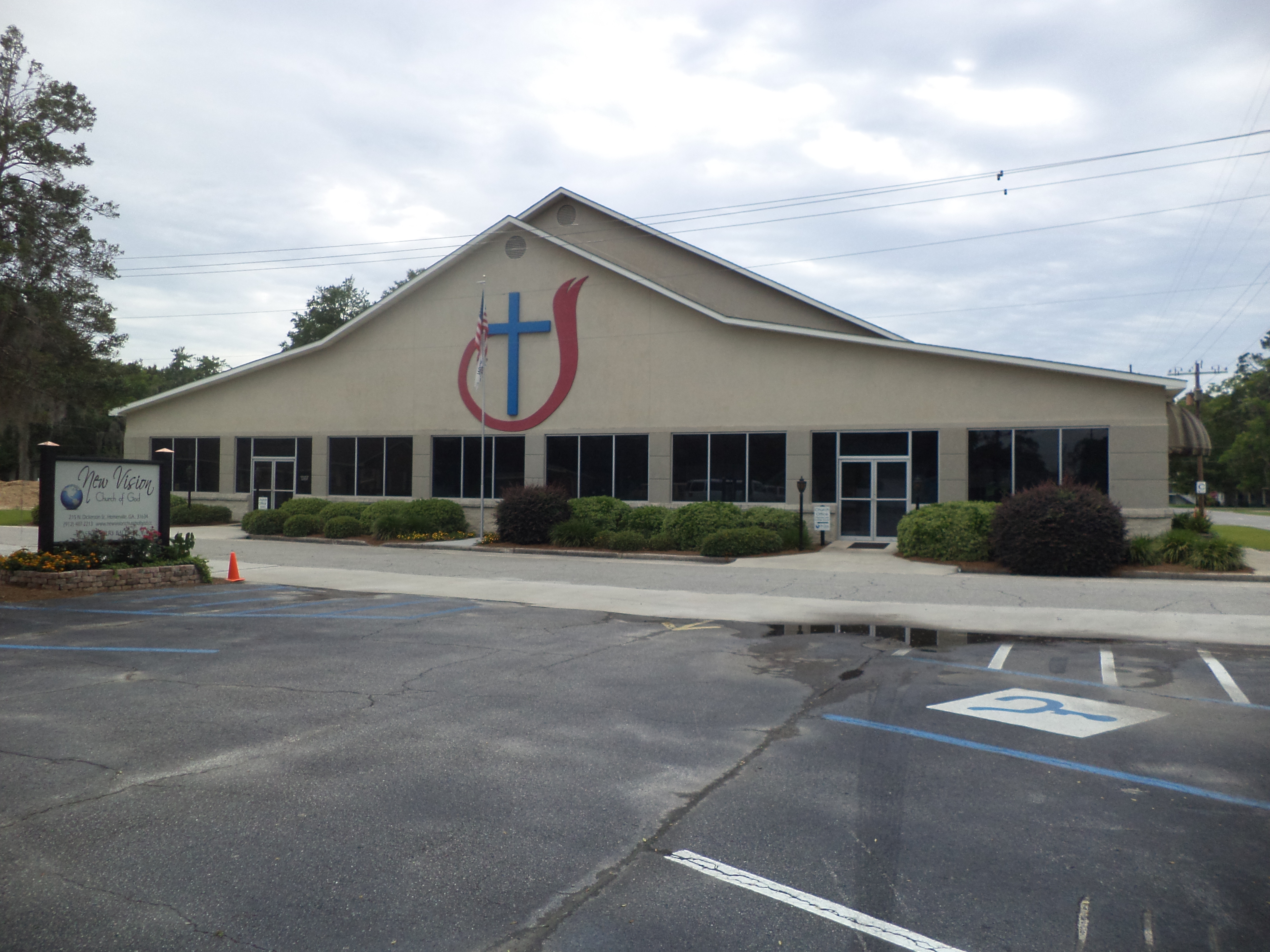
Budynek Kościoła Bożego w Homerville

Hrabstwo Clinch (ang. Clinch County) – hrabstwo w stanie Georgia, w Stanach Zjednoczonych. Z gęstością 3,3 os./km² jest drugim najsłabiej zaludnionym hrabstwem stanu. Jego siedzibą administracyjną jest Homerville.

## Geografia
Według spisu z 2000 roku obszar całkowity hrabstwa obejmuje powierzchnię 824,17 mil2 (2134,59 km²), z czego 809,29 mil2 (2096,05 km²) stanowią lądy, a 14,88 mil2 (38,54 km²) stanowią wody. Czwarte pod względem powierzchni hrabstwo Georgii. 
Według spisu w 2020 roku liczy 6749 mieszkańców, w tym 64,4% to osoby białe nielatynoskie, 27,5% Afroamerykanie lub czarnoskórzy i 5,7% to Latynosi.
Na terenie hrabstwa leżą bagna Okefenokee z rezerwatem Okefenokee National Wildlife Refuge.

### Sąsiednie hrabstwa
- Hrabstwo Atkinson, Georgia (północ)
- Hrabstwo Ware, Georgia (wschód)
- Hrabstwo Columbia, Floryda (południe)
- Hrabstwo Echols, Georgia (południowy zachód)
- Hrabstwo Lanier, Georgia (zachód)

### Miejscowości
- Argyle
- Du Pont
- Fargo
- Homerville

## Religia
Odsetek zielonoświątkowców należy do najwyższych w kraju – w 2020 roku, ponad 16% mieszkańców jest członkami Kościołów zielonoświątkowych. Do największych denominacji należą: Kościół Boży (860 członków), Południowa Konwencja Baptystów (836 członków) i Narodowa Misyjna Konwencja Baptystyczna Ameryki (300 członków).

## Polityka
Hrabstwo jest silnie republikańskie, gdzie w wyborach prezydenckich w 2020 roku, 73,5% głosów otrzymał Donald Trump i 26% przypadło dla Joe Bidena.